# Heinz Hanus
Heinz Hanus (24 de mayo de 1882 - 16 de marzo de 1972) fue un director, actor y guionista cinematográfico austriaco, activo principalmente en la época del cine mudo. 

## Biografía
Nacido en Viena, Austria, era hijo de un sombrerero. Aunque formó parte de grupos teatrales privados, en sus inicios se dedicó a otras actividades, debiendo renunciar a su primer empleo a causa de una intoxicación por tinta. Sin embargo, hizo fortuna como dibujante trabajando, entre otros, para el arquitecto francés G.P. Chédune. A partir de 1906 ya era actor teatral profesional, y hacía 1909 actuaba en la comedia Goethe de Egon Friedell y en el Cabaret Fledermaus de Viena.
En 1907, en el café vienés Dobner, Hanus conoció al futuro director y productor Anton Kolm, que le pidió que dirigiera su primera producción, Von Stufe zu Stufe. El film se estrenó en las salas de Viena en 1908 y, con sus 35 minutos de duración, fue la primera cinta de larga duración de la cinematografía austriaca. 
Pero, aún sin haber dirigido dicha película, Hanus fue uno de los pioneros del cine austriaco. Además de su trabajo en el cine, Hanus fue también director teatral en diferentes producciones representadas en poblaciones del Imperio austrohúngaro. En 1922 fue miembro fundador de Filmbund, una organización que agrupaba a los grupos de interés del cine austriaco.
Muchas de las películas dirigidas por Hanus fueron producidas por la productora Astoria-Film, la única empresa austriaca que tenía un departamento de animación propio. Hanus trabajó en algunas producciones que mezclaban dibujos con imágenes reales, dirigiendo él el rodaje de las últimas.
Hanus formó parte desde 1938 del NSDAP, lo cual limitó su contacto con su hermano, el también cineasta Emmerich Hanus. 
Heinz Hanus falleció en 1972 en Bad Aussee, Austria. 

## Filmografía
| - 1908: Von Stufe zu Stufe - 1910: Bartwuchsmittel - 1913: König Menelaus im Kino - 1916: Wien im Krieg - 1919: Der Idiot - 1920: Zwischen 12 und 1 - 1920: Wie Satan starb - 1920: Unter der Knute des Schicksals - 1920: Die goldene Spinne - 1920: Der Irrweg - 1921: Zwerg Nase - 1921: Gevatter Tod - 1922: William Ratcliff - 1922: Homo sum - 1922: Fatmes Errettung - 1923: Schöne wilde Welt - 1923: Pastorale - 1924: Stephansdom - 1924: Das weiße Paradies | - 1924: Das deutsche Volkslied im Film - 1925: Frauen aus der Wiener Vorstadt - 1925: Die heiratsfähige Puppe - 1925: Der große Volksbürgermeister Dr. Karl Lueger - 1926: Die Brandstifter Europas. Oberst Redls Erben - 1927: Der Rastelbinder - 1927: Der Ober vom Münchnerhof - 1928: Andere Frauen - 1929: Ein Radiotraum - 1930: In der Theateragentur - 1932: Rotkäppchen - 1932: Nokturno - 1932: Kindersymphonie - 1932: Kinder-Kabarett. I, II - 1932: Ein verunglücktes Liebesabenteuer - 1932: Bauernsymphonie - 1934: Csibi, der Fratz |